# Pokrajinski muzej Celje
Pokrajinski muzej Celje (kratica PMC) je muzejska ustanova, javni zavod s sedežem v Knežjem dvorcu v Celju, ki raziskuje, hrani in prezentira kulturno dediščino širše celjske regije iz obdobja do prve svetovne vojne. Glavna zbirka domuje v bližnji stavbi Stare grofije, znani po iluzionistični poslikavi velike slavnostne dvorane iz 17. stoletja, ki je tudi simbol muzeja.
Je en od najstarejših muzejev v Sloveniji, ustanovljen leta 1882 kot Mestni muzej, ki od takrat deluje neprekinjeno do danes. Leta 1945 je dobil prostore v Stari grofiji, sedanje ime nosi od leta 1965.

## Zbirke
Muzej hrani arheološke, kulturno- in umetnostnozgodovinske ter etnološke zbirke, med njimi najdbe iz Potočke zijavke, lapidarij, zgodovino Celjskih grofov in zbirko popotnice Alme Karlin. Poleg tega upravlja z več zunanjimi zbirkami, kot so ostaline Herkulovega templja na Miklavškem hribu nad sosednjim bregom Savinje, arheološko najdišče Rifnik in rimska nekropola v Šempetru.
Pod Knežjim dvorcem je in situ na površini približno 1000 m² predstavljen del antične Celeie z odsekom rimske ceste in zidovi obcestnih hiš ter zbirko predmetov.
Med prenovo Muzejskega trga pred Staro grofijo so arheologi odkrili ostanke bogate rimske vile z dobro ohranjenimi freskami, za katere je bila zaradi dovoljšne globine sprejeta odločitev za ohranitev in situ – tako bo ob končanju konservatorskih in restavratorskih del urejeno novo podzemno razstavišče, dostopno prek prehoda iz kleti Stare grofije.